# Naio Lopes de Almeida
Naio Lopes de Almeida foi um político brasileiro. Nascido no dia 17 de abril de 1915, na cidade de Porto Alegre-RS, era filho de Anna e Donário Lopes de Almeida, este último um conhecido estancieiro e político do Estado do Rio Grande do Sul. Naio, além de político, era também advogado, agropecuarista e um conhecido intelectual. Foi testemunha ocular de momentos importantes da história política do País, tendo conhecido e convivido de forma estreita com os ex-Presidentes Getúlio Vargas, João Goulart (de quem foi cunhado) e Juscelino Kubitschek. Após a renúncia do Presidente Jânio Quadros, Naio, ao lado de Tancredo Neves, foi um dos principais articuladores do parlamentarismo, como forma de permitir que o então Vice-Presidente João Goulart assumisse a Presidência, adiando, por alguns anos, o golpe militar de 1964. Naio foi eleito, em 3 de outubro de 1958, deputado estadual, pelo PSD, para a 40ª Legislatura da Assembleia Legislativa do Rio Grande do Sul, de 1959 a 1963. Na Assembleia Legislativa foi contemporâneo de legislatura de outros conhecidos políticos do Estado do Rio Grande do Sul, dentre os quais Paulo Brossard de Souza Pinto, Sinval Guazzeli, Sereno Chaise, Hélio Carlomagno, Hélvio Jobim (pai do Ex-Ministro da Justiça e do Supremo Tribunal Federal Nelson Jobim), Cândido Norberto, Siegfried Heuser e Luciano Corrêa Machado.
Democrata convicto, Naio foi um opositor ferrenho do regime militar. Era, ainda, articulista e colaborador frequente do Jornal "Correio do Povo", para o qual escrevia tanto artigos sobre política, quanto poesias e crônicas do cotidiano. Apaixonado pelo turfe, foi Presidente do Jockey Club do Estado do Rio Grande do Sul de 1946 a 1949, e proprietário de cavalos de corrida, dentre os quais se destacava o lendário "Secreto", vencedor das duas principais provas do turfe gaúcho no ano de 1944 ("Bento" e "Protetora"),e vice-campeão do Grande Prêmio Brasil de Turfe em 1945. Naio faleceu em Porto Alegre, no dia 04 de outubro de 1991.